# Galaxea acrhelia
Galaxea acrhelia är en korallart som beskrevs av Veron 2002. Galaxea acrhelia ingår i släktet Galaxea och familjen Oculinidae. IUCN kategoriserar arten globalt som sårbar. Inga underarter finns listade i Catalogue of Life.